# Lactalis
Lactalis è una multinazionale agroalimentare francese che opera nel settore dell'industria lattiero-casearia, con sede a Laval, nella Mayenne e di proprietà della famiglia Besnier. Secondo la rivista Forbes nella classifica degli uomini più ricchi del mondo 2015 Emmanuel Besnier si posiziona al 191º posto con un patrimonio stimato in 9,6 miliardi di $.
Lactalis Group rappresenta il primo gruppo lattiero-caseario al mondo e il secondo gruppo alimentare della Francia dopo Danone. Possiede marchi come Galbani, Société, Bridel, Parmalat, Président, Skånemejerier, Rachel's Organic, Valmont e Stonyfield Farm.

## Storia
André Besnier inizia l'attività con una piccola azienda di caseificazione nel 1933 e lancia il suo marchio Président di Camembert nel 1968. Nel 1990 la società, dal 1955 alla guida del figlio, Michel Besnier, acquisisce il Gruppo Bridel (2 300 dipendenti, 10 fabbriche, quarto gruppo francese di prodotti caseari francesi) con una presenza in 60 Paesi. Nel 1992 rileva la compagnia di formaggio statunitense Sorrento. Nel 1999 la Société Besnier diventa il gruppo Lactalis di proprietà della holding belga BSA International SA, sempre della famiglia Besnier. Nel 2006 l'acquisizione del gruppo italiano Galbani e nel 2008 del produttore di formaggio svizzero Baer. Nel 2011 è rilevato il gruppo italiano Parmalat dall'amministrazione straordinaria. Nel 2013 i marchi Sorrento e Precious negli Stati Uniti sono ribattezzati Galbani e la divisione Lactalis di Sorrento è rinominata Lactalis American Group.
Nel 2007 l'Institut National d'Appellations d'Origine francese, che amministra le denominazioni AOC (Appellation d'Origine Contrôlée) per i prodotti alimentari francesi rifiuta a Lactalis e alla cooperativa lattiero-casearia Isigny-Sainte-Mère di vendere il camembert pastorizzato come "vero Camembert". Queste due società, a partire dal 2007, rappresentavano tra l'80% e il 90% delle vendite di Normandy Camembert.

## Presenza nel mondo
Il gruppo opera in vari Stati del mondo, possiede 198 siti industriali in 55 Paesi, tra cui Stati Uniti, Polonia, Italia, Russia, Ucraina, Spagna, Scozia, Arabia Saudita, Egitto, Irlanda, Portogallo, Svizzera, Croazia, Repubblica Ceca, Regno Unito, Australia e Canada a partire dal 2011 e in Sud Africa. Lactalis produce principalmente yogurt, burro e formaggio, latte in polvere e bevande al latte.
Ha una forte presenza sul mercato italiano, diventato in pochi anni il suo secondo mercato "domestico" dopo quello francese, a seguito di varie e importanti acquisizioni effettuate nell'ambito di una politica industriale aggressiva. Le acquisizioni hanno portato il gruppo transalpino a detenere la quasi totalità di marchi di primaria importanza in Italia, dal gruppo Galbani (primo gruppo del settore lattiero-caseario in Italia, acquisito nel 2006), alla Vallelata, all'Invernizzi, alla Cademartori e Locatelli. Il gruppo francese è attivo inoltre in Italia con il marchio Président.
Dopo l'acquisizione del gruppo Parmalat, il gruppo Lactalis detiene un terzo del settore lattiero-caseario della penisola.
Dopo l'invasione della Russia in Ucraina Lactalis continua ad operare nel mercato Russo.
Nel 2022 acquisisce Ambrosi S.p.A. noto produttore bresciano di Grana Padano e Parmigiano Reggiano.

## Partecipazioni e acquisizioni

### Ak Gida
Nel maggio 2015 Lactalis acquisisce una partecipazione dell'80% nel caseificio turco Ak Gida, una controllata di Yıldız Holding. Nel luglio 2017 Danone vende la sua filiale di Stonyfield Farm a Lactalis per 875 milioni di dollari per evitare interventi dell'Antitrust e aprire così la strada all'acquisizione da parte di Danone del produttore americano di alimenti biologici WhiteWave Foods.

### Parmalat
Nel marzo 2011 la "Lactalis" manifesta un forte interesse a entrare nel capitale sociale della Parmalat, azienda in amministrazione straordinaria sotto la guida di un commissario, Enrico Bondi. E inizia a rastrellare azioni Parmalat attraverso intese raggiunte con fondi di investimento esteri. Le acquisizioni di Lactalis l'hanno portata a diventare la prima azionista dell'azienda italiana, grazie a una quota proprietaria che, il 23 marzo, ammontava al 29% del capitale Parmalat, appena al di sotto del limite del 30%, che imporrebbe l'obbligo del lancio di una offerta pubblica di acquisto (OPA).
Il passaggio di mano di azioni profila l'ipotesi di una scalata azionaria al capitale della Parmalat, innescando immediate reazioni politiche e sindacali, e accendendo in Italia un dibattito sulla necessità politica di intervenire con provvedimenti di tipo legislativo. La Procura della Repubblica di Milano apre un fascicolo di indagine per accertare l'eventuale ipotesi di reato.
L'8 luglio 2011 l'OPA si conclude con successo, e Lactalis si trova in possesso dell'83,30% del capitale di Parmalat.

### Itambé
Nel dicembre 2017 Lactalis acquisisce in Brasile la società lattiero-casearia Itambé per 600 milioni di dollari e nel gennaio 2018 negli Stati Uniti il produttore di skyr Siggi's Dairy.

### Pharmacare
Nel settembre 2018 rileva l'attività di nutrizione infantile statunitense Pharmacare per 864 milioni di dollari e un mese più tardi, in ottobre, annuncia l'acquisizione del business malese di Nestlé per 40 milioni di dollari.

### Nuova Castelli
Nel maggio 2019 acquisisce dal fondo inglese Charterhouse la Nuova Castelli, il primo esportatore di Parmigiano Reggiano con 150 000 forme all'anno, con Alival leader nella produzione e vendita di mozzarelle e con North Coast primo operatore caseario nei mercati dell'Est.

### Ambrosi
Nel luglio del 2022 acquisisce Ambrosi S.p.A. una grande azienda specializzata nella produzione e vendita del Grana Padano e del Parmigiano Reggiano.

## Marchi
Il gruppo opera in otto divisioni:
- Lactalis cheeses with President - Rouy - Lepetit - Bridélight - Galbani - Rondelé - Munster's Little Friends
- Lactalis Butter & Creams with President - Bridélice - Bridélight - Primrose
- Lactel with Awakening - Day after day - Morning Light
- Lactalis AOC with Pochat - Istara - Beulet - Salakis - Lanquetot - Roquefort Société - Golden Ball - Lou Pérac - The Ruby - Raguin - The Stone Bridge
- Lactalis consumption AFH with President - Society - Bridel - Locatelli
- Lactalis industry with BBA - Calciane - Prolacta
- Tendriade Veal with Tendriade - Eurovo - Voréal
- Lactalis International with President - Sorrento - Valbreso - Galbani - Sorrento - Locatelli - Invernizzi
- LNUF with The Milkmaid - Yoco - Flanby - Sveltesse - Vienna - Greek Yogurt - Kremly - BA - Fold

## Controversie

### Acquisizioni in Italia
Il programma televisivo di Rai 3 Presa diretta ha trasmesso un reportage speciale intitolato "Italia in vendita," che mette in luce come il settore agroalimentare italiano, da Nord a Sud, sia stato interessato da acquisizioni straniere da parte di multinazionali e fondi d'investimento. L'attenzione è stata rivolta alle industrie lattiero-casearie, in particolare a prodotti iconici come la mozzarella e il Parmigiano Reggiano, che sono stati acquisiti dal colosso francese Lactalis. L'indagine ha esaminato le operazioni degli stabilimenti di Parmalat a Collecchio, di Nuova Castelli a Reggio Emilia e di Alival a Reggio Calabria e in Toscana.
Il rapporto ha concluso che Lactalis mirava a integrare i prodotti DOP e le marche italiane—come Galbani, Parmalat, Leerdammer, Castelli, Invernizzi e l'acquisizione più recente di Ambrosi—nel suo portafoglio globale. L'azienda intendeva sfruttare la presenza internazionale di Parmalat in Africa e in America Latina, chiudendo nel contempo stabilimenti considerati non essenziali, come Alival in Calabria e in Toscana, suscitando polemiche riguardo a un presunto mancato rispetto della responsabilità sociale.
Lactalis ha affrontato un'ampia reazione per la decisione di chiudere due impianti di produzione: uno a San Gregorio, Reggio Calabria, e l'altro a Ponte Buggianese, in Toscana. La chiusura, che ha colpito 80 lavoratori e le loro famiglie in Calabria, è stata ampiamente condannata da figure locali e sindacati per il suo impatto negativo sull'economia regionale. Lactalis, che ha acquisito il marchio Alival attraverso il gruppo Castelli, ha giustificato le chiusure citando difficoltà finanziarie aggravate dalla pandemia e dalle crisi internazionali. Nonostante le proteste, lo stabilimento di San Gregorio ha ufficialmente chiuso nel gennaio 2023, con solo 4 degli 84 dipendenti che sono stati ricollocati.
Il giornalista Klaus Davi ha criticato aspramente questa decisione, dichiarando: “La chiusura dell'impianto Lactalis a Reggio Calabria è un'ingiustificabile vergogna. Mandare a casa 80 lavoratori, spingendo 80 famiglie nella povertà in una città come Reggio, non è una questione da poco, soprattutto in un momento in cui si celebra l'eccellenza alimentare italiana.”
Al contrario, il governo regionale toscano ha preso misure rapide e coinvolgendo imprenditori locali è riuscito a creare condizioni favorevoli per la riassunzione dei lavoratori dello stabilimento di Ponte Buggianese. Grazie a questi sforzi, 45 dei 56 lavoratori saranno riassunti, offrendo una stabilità che i loro colleghi calabresi non hanno potuto raggiungere.

### Le controversie giudiziarie
- Il 12 aprile 2000 il PDG (amministratore delegato) del Gruppo Lactalis è indagato per frode sul latte e pubblicità ingannevole[21].

- Nell'aprile 2019 la filiale di Lactalis "L'Étoile du Vercors" è condannata per aver gettato i suoi rifiuti nel fiume Isère per decenni[22].

- Nel dicembre 2017 desta particolare interesse e preoccupazione una partita di latte in polvere per neonati contaminato da salmonella, prodotto dall'azienda, dopo un caso analogo del 2005. Il rischio sanitario ha coinvolto 83 Paesi in cui l'azienda distribuisce i propri prodotti, con neonati intossicati in Francia, almeno 35, e in Grecia.[23]